# Royal Oak Golf Club
Royal Oak Golf Club er en golfklub og golfbane ved Jels i Sønderjylland.
Golfbanen med tilhørende klubhus er anlagt som en privatejet bane af fabrikant Andreas Schou, Vamdrup. Banen blev indviet i 1992 af daværende statsminister Poul Schlüter.
Royal Oak-banen er en mesterskabsbane med 18 huller – anlagt i et lettere kuperet terræn på vestsiden af Jels Nedersø.
Fra 1. januar 2016 har Andreas Schou afhændet anlægget til en ny ejerkreds bestående af sønnen Jørgen Schou, Arne Hougaard og stifteren og indehaveren af JYSK, dynekongen Lars Larsen.
- Parti af banen med udsigt over Nedersø
- Udsigt fra banen til Jels Søbad